# Нарбут, Войцех
Войцех Нарбут (пол. Wojciech Narbutt; 1762[…], Сукурчи, Слонимское наместничество — 26 февраля 1837, Сукурчи, Гродненская губерния) — польский политик, писатель

, поэт, переводчик и мемуарист.

## Биография
Войцех Нарбут родился 1762 году в Сукурчи в семье Тадеуша Нарбута, Лидского подкоможего.
Воспитывался в Вильне в коллегии ордена пиаров, потом учился в Варшаве и обратил на себя внимание короля Станислава Августа Понятовского, у которого был пажом и камергером.
В 1788 году В. Нарбут был выбран на четыре года земским депутатом от Лидского уезда, присутствовал на сейме 3 мая 1791 года и был одним из противников конституции. Затем он был земским депутатом на Гродненском сейме.
В 1794 году Войцех Нарбут путешествовал вместе с князем Адамом Казимиром Чарторыйским за границей.
В 1801 году Нарбут был определён воспитателем князя Доминика Радзивила, сына Гиеронима. Затем Нарбут был выбран предводителем дворянства (marszałek) от Лидского уезда.
По просьбе друзей Нарбут составил увлекательные и исторически познавательные мемуары «Pamiętnik o sluźbie swej przy Kroli Stanisławie, jako Paź», о придворной жизни времени Станислава Августа, которые хотел издать И. Крашевский, но при жизни автора они так и остались не напечатанными. Кроме того, он перевел с французского «Evangile médité» Дюкейна.
Также Нарбут славился талантливыми работами по резьбе, которые высоко ценились в местных коллекциях.